# Danilo Grassi
Danilo Grassi (Lonate Pozzolo, Llombardia, 1 de gener de 1941) és un ciclista italià que fou professional entre 1964 i 1965. En aquests anys aconseguí una victòria d'etapa al Giro d'Itàlia de 1965. Anteriorment, com a ciclista amateur, es proclamà Campió del món en contrarellotge per equips el 1962, junt a Mario Maino, Antonio Tagliani i Dino Zandegu; mentre el 1963 es feia amb la medalla de plata en la mateixa prova, aquest cop acompanyat per Mario Maino, Pasquale Fabbri i Dino Zandegu.

## Palmarès
- 1962
  -  Campió del món Campió del món en contrarellotge per equips
- 1963
  -  Medalla de plata al Campió del món en contrarellotge per equips
- 1965
  - Vencedor d'una etapa al Giro d'Itàlia

### Resultats al Giro d'Itàlia
- 1964. 87è de la classificació general
- 1965. 79è de la classificació general. Vencedor d'una etapa